# 페데르 콩스헤우
페데르 파예르스코우 콩스헤우(노르웨이어: Peder Fejerskov Kongshaug, 2001년 8월 31일~)는 노르웨이의 스피드스케이팅 선수이다. 2022년 동계 올림픽에 참가하여 남자 단체 추월 금메달을 획득했으며, 세계 종목별 선수권 대회에서 금메달 1개, 은메달 1개, 동메달 2개를 획득했다.